# Ralph Wilson Jr.
Ralph Cookerly Wilson Jr. (Columbus, 17 ottobre 1918 – Grosse Pointe Shores, 25 marzo 2014) è stato un dirigente sportivo statunitense, proprietario e fondatore dei Buffalo Bills della National Football League. È stato inserito nella Pro Football Hall of Fame nel 2009.

## Biografia
Proprietario di minoranza dei Detroit Lions, Wilson venne a conoscenza dei piani di Lamar Hunt per la creazione di una nuova lega, la American Football League, per sfidare la NFL. Dopo un tentativo infruttuoso di portare una squadra a Miami, Wilson decise di puntare su Buffalo. Nel settembre 1959, Wilson inviò ad Hunt un telegramma con le parole "Conta su di me con Buffalo." Chiamò la sua nuova squadra "Bills", dal precedente nome di una franchigia che aveva giocato nella All-America Football Conference dal 1946 al 1949. Il 28 ottobre 1959, i Buffalo Bills divennero ufficialmente la settima franchigia della AFL. Wilson ebbe successo nel football professionistico in un "piccolo mercato", firmando stelle come Cookie Gilchrist, Jack Kemp e Tom Sestak e gli Hall of Famer Billy Shaw e O.J. Simpson.
Fu una delle risorse che assicurarono alla AFL il successo con politiche che previdero la condivisione dei guadagni dai biglietti e la spartizione di quelli derivanti dai diritti televisivi. Uno dei soli tre proprietari della AFL ad avere basi finanziarie relativamente solide (assieme ad Hunt e Bud Adams), Wilson aiutò finanziariamente una squadra in difficoltà come gli Oakland Raiders con un prestito di 400.000 dollari, mentre un altro prestito fu in favore di Billy Sullivan dei New England Patriots. Wilson aiutò a tenere a galla queste franchigie, probabilmente salvando l'intera lega dal fallimento (la AFL fu unica tra le leghe di football professionistica nel senso che nessuna delle sue franchigie fallì mai).
Dopo che i diritti sulla denominazione dello stadio dei Bills scaddero nel 1998, il nome della struttura passò da Rich Stadium a Ralph Wilson Stadium. Secondo un articolo di msn.com, Wilson, descritto come "testardo", rifiutò diverse offerte per rinominare lo stadio con il nome di uno sponsor.
Wilson si ritirò dal ruolo di presidente nel 2001, assegnando il controllo delle operazioni al general manager Tom Donahoe; Wilson riprese il controllo però nel 2006, salvo cederlo nuovamente, questa volta nelle mani di Russ Brandon, il 1º gennaio 2013. Continuò tuttavia a consultarsi con Brandon sulla squadra e sulle operazioni della lega fino al momento della morte.